# Jan Kazimierz Przerwa-Tetmajer
Jan Kazimierz Przerwa-Tetmajer (ur. 21 kwietnia 1901, zm. 28 lipca 1920 pod Stanisławczykiem) – podchorąży jazdy Wojska Polskiego, kawaler Orderu Virtuti Militari.

## Życiorys
Urodził się 21 kwietnia 1901. Był synem Włodzimierza Tetmajera i Anny Tetmajerowej.
W listopadzie 1918 wstąpił do Wojska Polskiego. W 1919 walczył na Wołyniu w szeregach jazdy kresowej pod komendą majora Jaworskiego. Od 22 sierpnia 1919 do 31 stycznia 1920 był uczniem klasy 18. „Obrońców Lwowa” Szkoły Podchorążych w Warszawie. W maju 1920 został przeniesiony do 8 pułku ułanów. W szeregach tej jednostki w 1920 podczas wojny polsko-bolszewickiej. Poległ 28 lipca 1920 pod Stanisławczykiem trafiony kulą w serce.

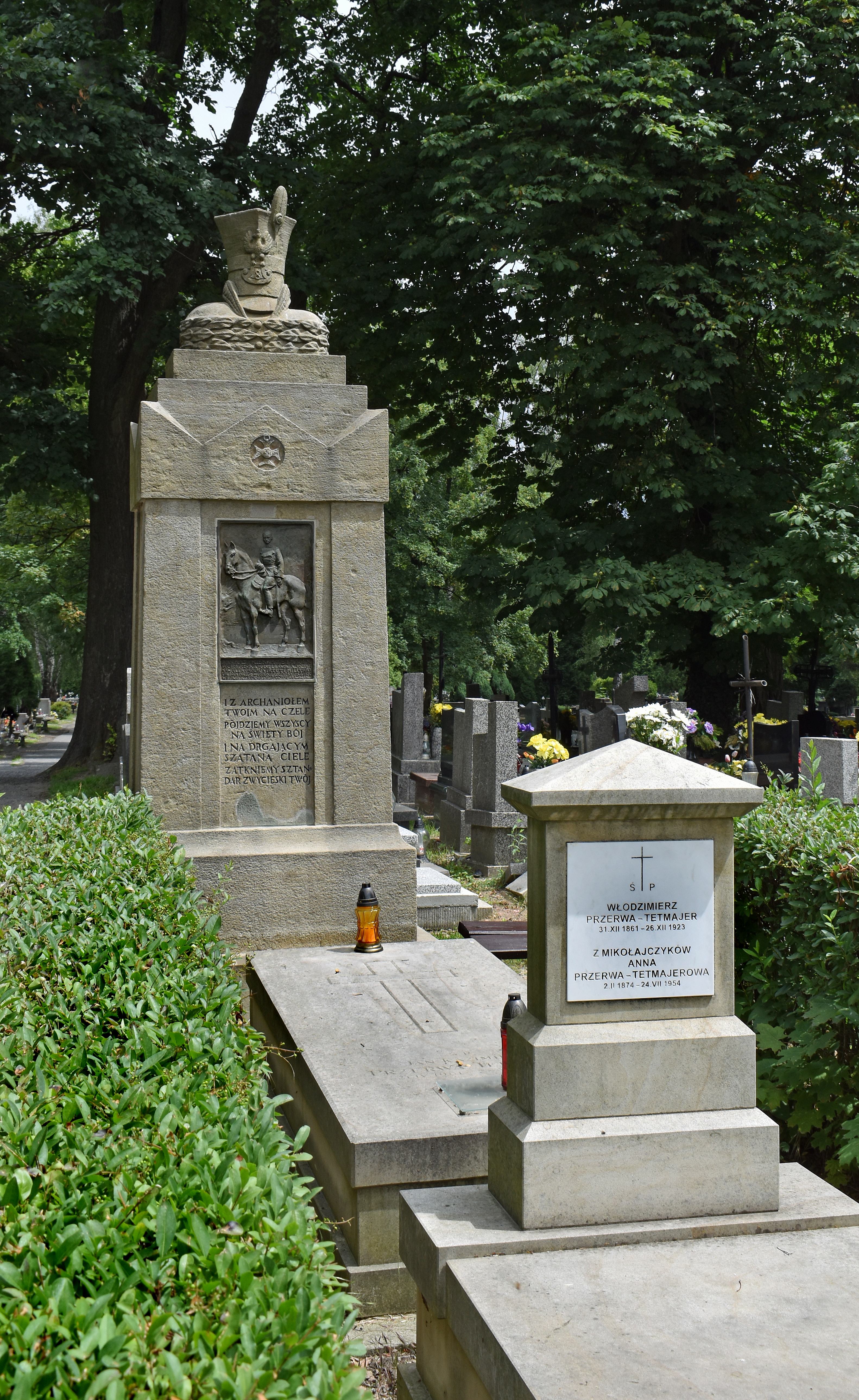
Grobowiec Jana Kazimierza Przerwy-Tetmajera

Został pochowany na cmentarzu na Pasterniku w Bronowicach Wielkich.
19 sierpnia 1920 został pośmiertnie mianowany podporucznikiem jazdy „w uznaniu zasług okupionych bohaterską śmiercią na polu walki”.

## Ordery i odznaczenia
- Krzyż Srebrny Orderu Wojskowego Virtuti Militari nr 4229 – pośmiertnie 1921[8][9].